# 佐藤伝蔵
佐藤 伝蔵（さとう でんぞう、1925年12月16日 - 1986年8月8日）は、青森ねぶたの山車制作者(ねぶた師)。第3代ねぶた名人。
昭和40年代から50年代にかけて同じくねぶた名人の称号を受けた鹿内一生とともに活躍し、ねぶたの形の発展に努めた。

## 来歴
筒井村八ッ橋（現在の青森市）に生まれ、小学校時代から絵画に興味を持つようになる。終戦後は東京の洋画学校に入学するも、すぐに親に連れ戻された。このとき、「牛若丸と弁慶」で初めてねぶたを制作。そのうち少年団、青年団からも制作を依頼されるようになる。
昭和30年代に入ると、初代ねぶた名人である北川金三郎（後に息子で2代名人の北川啓三）に師事。1962年（昭和37年）に一本立ちする。1968年（昭和43年）には田村麿賞（かつてのねぶたの最高賞で現在のねぶた大賞）を初受賞、1972年(昭和47年)に2度目の田村麿賞を受賞した「国引」は傑作として名高い。この「国引」は同年行なわれた沖縄返還の記念に「国を引き帰す喜びを表現して制作した。」という本人の証言が残っている。1982年（昭和57年）から1985年（昭和60年）にかけては、鹿内一生の持つ田村麿賞3年連続受賞の記録を破る田村麿賞4年連続受賞という現在まで誰1人として並ぶ者の無い偉業を達成し、ねぶた師の第一人者として活躍した。
しかしその翌年である1986年（昭和61年）7月、3台のねぶたを制作中に胃癌で倒れ、青森県立中央病院に入院。制作途中のねぶた3台は運行できなくなるのではと危ぶまれたが、助手の福井祥司によって制作が引き継がれて無事完成、予定通り運行された。前述の通り第一人者としてその名を知られる存在であったために早期の復帰が待ち望まれていたが、実は既に癌は末期であり、手術をすればかえって危険という手遅れであった。この年のねぶた祭りを見届けるようにして最終日の翌日である8月8日に死去。享年60。遺作となったねぶたのうち1台がその年の制作賞を受賞した。死後にねぶた名人に選出されたが、その際に発行された名人位認定証には佐藤傳蔵と記されている。生涯に受賞した田村麿賞は8回であり、当時の最多記録であった（田村麿賞がねぶた大賞と名を改めて以降、千葉作龍と北村隆が破っている。2人はいずれも2012年に名人位を贈られている）。

## 制作技術
佐藤は、師である北川金三郎と同じように、ねぶたの制作技術に変化をもたらした人物である。代表的な例として、骨組みが少ないため平坦な作りであった顔の部分(面)を、針金を多用し、凹凸のある作りに変化させ、面にリアリティを生み出した。現在ではこの面の作りが主流となっている。
佐藤の書き割り（ねぶたに墨で着物や体に線を描き、面を描く作業）の筆づかいは、太く、かすれのない潤筆で、色彩は淡く、鮮やかであった（一方、同世代の鹿内一生は、かすれのある勢い良い渇筆で、色彩も濃い原色であり、二人の作風はまるで違う物であった）。
このように技術を高めていった佐藤は、現在に至るまで、多くのねぶた師から尊敬の念を抱かれている。

## エピソード
千葉作龍には早くから一目置いていた。昭和51年に作龍(当時伸二)が29歳の若さにして4年で3回の田村麿賞受賞(48年に初受賞、50年51年と連覇)という快挙を達成した際には「千葉、おめ新幹線で来だな、だばわはジェット機で行ぐだ。」と言っていた。また、作龍がスランプに陥っていた際に「わが作り方ば教えてやるじゃ」と、作りかけだったねぶたの面を壊す荒療治を敢行したこともある。

## 主な受賞作品
- 1968年（昭和43年） - 東青信用組合「草薙の剣」田村麿賞(初受賞)
- 1970年（昭和45年） - 東青信用組合「草薙の剣」制作者賞
- 1972年（昭和47年）
  - 日立連合「国引」田村麿賞(2度目)
  - 日本通運「素戔鳴尊の大蛇退治」知事賞(初受賞)
- 1973年（昭和48年） - 日立連合「武松の虎退治」知事賞(2度目)
- 1974年（昭和49年） - 日立連合「風神雷神」田村麿賞(3度目)
- 1977年（昭和52年） - 日立連合「海彦と山彦」知事賞(3度目)
- 1979年（昭和54年） - 日立連合「日本武尊の化身 白鳥争奪の図」知事賞(4度目)
- 1980年（昭和55年） - 日立連合「前田犬千代 出世の武勲」田村麿賞(4度目)・制作賞(初受賞)
- 1982年（昭和57年） - 日本通運「八幡太郎義家と荒法師」田村麿賞(5度目)
- 1983年（昭和58年） - 日立連合「八ノ太郎と南祖坊」田村麿賞(6度目)
- 1984年（昭和59年） - 日本通運「長尾新六定景と公暁」田村麿賞(7度目)
- 1985年（昭和60年） - 日立連合「三浦次郎義澄 頼朝守護の功名」田村麿賞(8度目)
- 1986年（昭和61年） - 日本通運「大河次郎兼任と佐々木盛綱」制作賞(2度目)　遺作

## 現存するねぶた
- 1972年（昭和47年）制作の「国引」が青森県立郷土館に永久保存されており、本体の面のみが倉庫に保管され、レプリカが展示されている。
- 1982年（昭和57年）制作の「八幡太郎と荒法師」の荒法師の面が縄文の学び舎・小牧野館に展示されている。
- 1984年（昭和59年）制作の「不動明王邪破の剣」の面が、ねぶたの家　ワ・ラッセの「見晴台」コーナーに展示されている。

（いずれも2018年現在）

## 助手
いずれも大型ねぶたを制作したねぶた師である。
- 山内岩蔵（山内も北川親子の弟子で、佐藤の弟弟子にあたる）
- 福井祥司（佐藤が制作途中であった3台のねぶたを完成させ、翌年からはそれらを引き継いで制作した）
- 木村富美男
- 渋谷昭雄
- 工藤寛